# Kangasjärvi (sjö i Kuhmois, Mellersta Finland)
Kangasjärvi är en sjö i kommunen Kuhmois i landskapet Mellersta Finland i Finland. Sjön ligger 144,6 meter över havet. Arean är 72 hektar och strandlinjen är 7,23 kilometer lång. Sjön  ingår i Kumo älvs huvudavrinningsområde.   Den ligger omkring 85 kilometer sydväst om Jyväskylä och omkring 150 kilometer norr om Helsingfors. 
I sjön finns ön Isosaari. 